# Krompachy

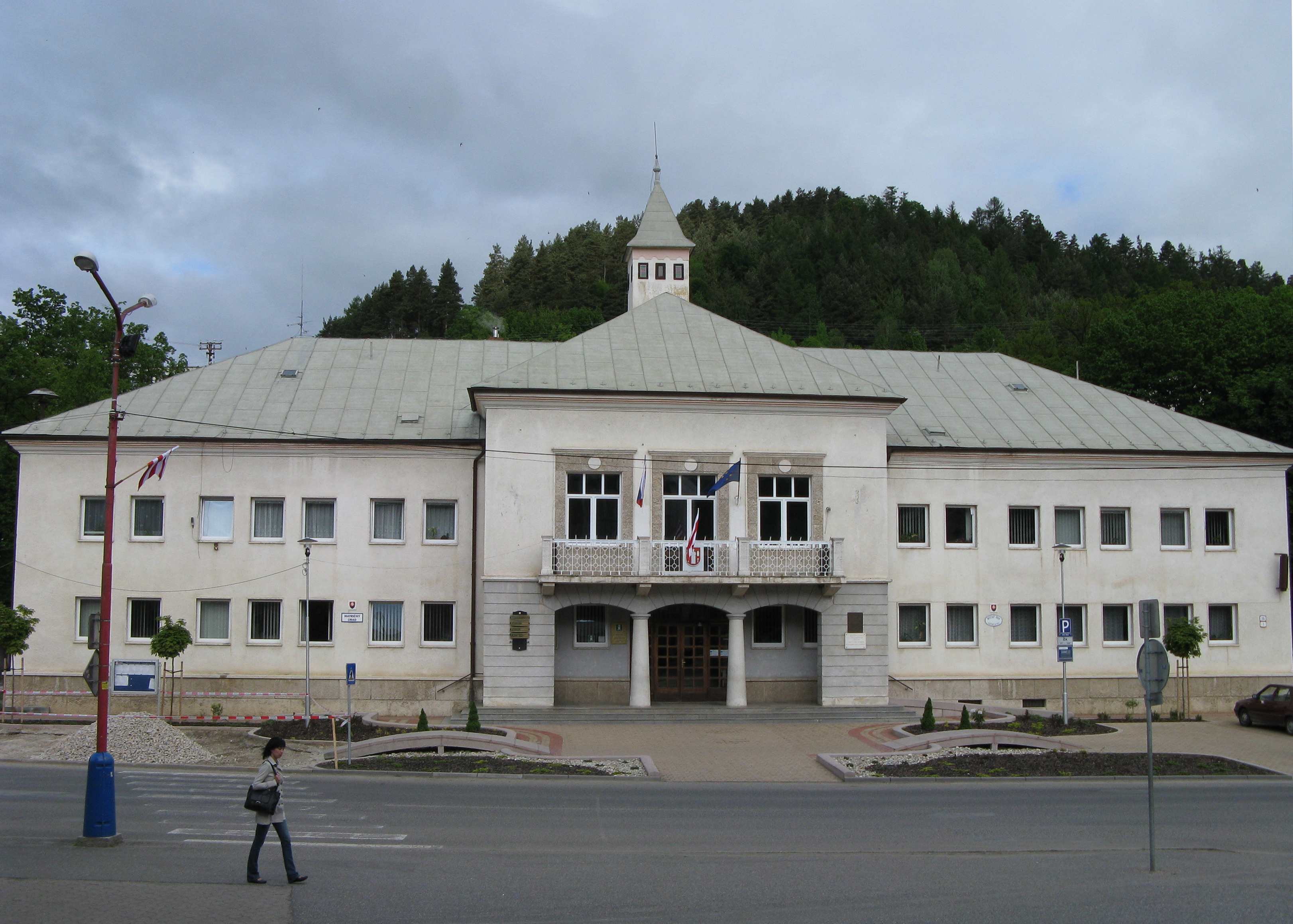
Ratusz

Krompachy (niem. Krompach, Krombach, węg. Korompa) – miasto położone w środkowej Słowacji, w dolinie rzeki Hornad. 8758 mieszkańców (2011), mniejszości narodowe Romów i Czechów. Samochodem 386 kilometrów od Bratysławy (stolicy kraju), 48 kilometrów od Koszyc (miasta okręgowego).
Pierwsze wzmianki o miejscowości pochodzą z dokumentu króla Władysława IV z 1282 r. W tym czasie należała ona do Zamku Spiskiego. Od początku XIV w. w kolejnych zapiskach pojawiają się informacje o górnictwie i handlu miedzią.
Początek przemysłowego rozwoju miasta nastąpił w 1841 r., kiedy Ľudovít Trangus wraz z innymi przedsiębiorcami zaczęli budować miejscową hutę żelaza wraz z walcownią. Rozwój przyspieszył po 1848 r., kiedy to miasto uwolniło się od feudalnych zależności na rzecz dotychczasowego pana, A. V. Csáky'ego. W rozwoju huty zasłużył się m.in. Czech Viktor Lorenc, który w latach 1870-1889 był w niej głównym inżynierem. Największy rozmach huta osiągnęła na przełomie XIX i XX w., kiedy była w niej zatrudniona ponad połowa mieszkańców miasta (3,5 z 6,5 tys.). Jej produkcja osiągała wówczas rocznie 85 tys. ton surowego żelaza i ok. 100 tys. ton wyrobów stalowych, co czyniło ją największą hutą na Węgrzech. Upadek hutnictwa nastąpił w wyniku kryzysu ekonomiczno-socjalnego w latach międzywojennych.
W 1889 r. w Krompachach powstała pierwsza na terenie dzisiejszej Słowacji elektrownia wodna o mocy 22 kW. Od 1951 r. ponownie pracuje tu huta miedzi. Ostatnio miasto znane również z rozwijanego tu od 1948 r. przemysłu elektrotechnicznego.
Największym atutem miasta jest turystyka, nieopodal położone są góry (Góry Wołowskie, Góry Lewockie, Branisko). Kilka kilometrów od miejscowości, w Plejsach, działa ośrodek narciarski, znajduje się tam kolej krzesełkowa.
W miejscowości jest stacja kolejowa Krompachy.
W Krompachach urodził się Ludwig von Tetmajer (1850-1905), syn dyrektora huty Władysława Tetmajera, późniejszy profesor zuryskiego Polytechnikum i założyciel słynnego dziś szwajcarskiego Federalnego Instytutu Badań Materiałowych "Empa".